# Saison 2008-2009 du Raja Club Athletic
Maillots
Chronologie
Saison précédente Saison suivante
La saison 2008-2009 du Raja Club Athletic est la 60e de l'histoire du club depuis sa fondation le 20 mars 1949. Elle fait suite à la saison 2007-2008 dans laquelle le Raja a terminé le championnat en troisième position.
Au titre de cette saison, le Raja CA est engagé dans trois compétitions officielles: la Botola, la Coupe du Trône, et la Ligue des champions arabes.
Le meilleur buteur de la saison est Mohsine Moutouali avec 10 buts inscrits toutes compétitions confondues, tandis que le meilleur passeur est Ciré Dia avec 5 passes décisives.

## Mercato d'été 2008

### Arrivées
Le 1er août 2008, le Raja commence son Mercato d'été en recrutant Omar Najdi et Youssef Agnaou du Hassania d’Agadir, qui signent tous les deux un contrat de 5 ans. Le jeune Omar Najdi est recruté pour une somme de 100 millions de centimes, tandis que Youssef Agnaou 70 millions de centimes.

## Mercato d'hiver 2008-2009

### Arrivées
Le 3 décembre 2008, Mohamed Armoumen rejoint le Raja, son club formateur, en provenance de KSC Lokeren, lors des transferts hivernal, afin de combler le vide laisser par l'attaquant sénégalais, André Senghor, et signe un contrat jusqu'à la fin de la saison. Âgé de 30 ans, Mohamed Armoumen choisit le maillot numéro 28, et affirme qu'il est « heureux de revenir à mon club formateur. Le Raja est ma deuxième famille... c'est aussi le club le plus séduisant au Maroc. »

### Matchs amicaux de préparation
| Date       | J.      | Adversaire      | Lieu       | Score | Buteurs                                                             | références          |
| ---------- | ------- | --------------- | ---------- | ----- | ------------------------------------------------------------------- | ------------------- |
| 06/08/2008 | Match 1 | USKM Inezgane   | Inezgane   | 0-5   | But inscrit · But inscrit · But inscrit · But inscrit · But inscrit |                     |
| 08/08/2008 | Match 2 | CCH Houara      | Houara     | 1-3   | But inscrit · But inscrit · But inscrit                             | [ Rapport match 1 ] |
| 23/08/2008 | Match 3 | SCCM Mohammédia | Mohammédia | 0-1   | Abdessamad Ouhaki 30e                                               | [ Rapport match 1 ] |
| 15/02/2009 | Match 4 | KACM Marrakech  | Casablanca | 2-2   | Omar Najdi 20e Ciré Dia 20e                                         |                     |

### Tournoi Ntifi 2008
| Date       | J.        | Adversaire     | Lieu       | Score     | Buteurs     | références |
| ---------- | --------- | -------------- | ---------- | --------- | ----------- | ---------- |
| 28/08/2008 | Match 1   | OCK Khouribga  | Casablanca | (4)1-1(5) | But inscrit |            |
| 30/08/2008 | Match 2   | KACM Marrakech | Casablanca | 1-1       | But inscrit |            |
| 31/08/2008 | 3er Place | MAS Fès        | Casablanca | (0)0-0(3) |             |            |

## Botola
| Date          | No. | Adversaire | Lieu | Résultat | Buteurs                                                   | Passeurs                                       | Rapport             |
| MATCHS ALLER  |     |            |      |          |                                                           |                                                |                     |
| 13/09/2008    | 1   | OCS        | Dom. | 0 - 0    |                                                           |                                                |                     |
| 21/09/2008    | 2   | FAR        | Ext. | 4 - 1    | Abdellatif Jrindou 52e                                    | Ciré Dia 52e                                   |                     |
| 26/09/2008    | 3   | MAT        | Dom. | 1 - 1    | Abdellah Jlaidi 81e                                       | Ibrahima Ndione 81e                            |                     |
| 04/10/2008    | 4   | ASS        | Ext. | 1 - 0    |                                                           |                                                |                     |
| 12/10/2008    | 5   | KAC        | Ext. | 1 - 3    | Hassan Tair 49e Omar Najdi 56e Mohsine Moutouali 79e      | Moutouali 56e Ciré Dia 79e                     | [ Rapport match 2 ] |
| 19/10/2008    | 6   | JSM        | Dom. | 5 - 0    | Mesloub 17e Nejjary 44e Moutouali 60e Tair 64e Oulhaj 81e | Moutouali 44e Nejjary 60e Najdi 64e Jlaidi 81e | [ Rapport match 3 ] |
| 25/10/2008    | 7   | IZK        | Ext. | 0 - 1    | Omar Nejjary 17e                                          |                                                |                     |
| 02/11/2008    | 8   | MCO        | Dom. | 1 - 0    | Mohsine Moutouali 62e (pen.)                              |                                                |                     |
| 05/11/2008    | 9   | DHJ        | Ext. | 1 - 2    | Mohsine Moutouali 12e (pen.) Abdellah Jlaidi 32e (pen.)   |                                                |                     |
| 09/11/2008    | 10  | MAS        | Dom. | 1 - 1    | Said Fettah 46e                                           | Omar Nejjary 46e                               |                     |
| 16/11/2008    | 11  | WAC        | Ext. | 0 - 0    |                                                           |                                                |                     |
| 07/12/2008    | 13  | KACM       | Ext. | 1 - 1    | Hassan Tair 90+3e                                         |                                                |                     |
| 21/12/2008    | 14  | SCCM       | Dom. | 4 - 0    | Sami Tajdine 8e Hassan Tair 15e 78e Omar Najdi 60e (pen.) | Hassan Tair 8e Hassan Daoudi 15e               |                     |
| 31/12/2008    | 12  | OCK        | Dom. | 2 - 0    | Omar Najdi 43e Abdellah Jlaidi 55e                        | Ciré Dia 43e                                   |                     |
| 04/01/2009    | 15  | HUSA       | Ext. | 0 - 1    | Hassan Tair 50e                                           |                                                |                     |
| MATCHS RETOUR |     |            |      |          |                                                           |                                                |                     |
| 11/01/2009    | 16  | OCS        | Ext. | 0 - 1    | Djim Ngom 45e                                             | Mohsine Moutouali 45e                          |                     |
| 18/01/2009    | 17  | FAR        | Dom. | 3 - 1    | Z. Zerouali 33e A. Jrindou 51e M. Moutouali 90e (pen.)    | Abdellah Jlaidi 33e                            |                     |
| 25/01/2009    | 18  | MAT        | Ext. | 1 - 1    | Mohamed Armoumen 48e                                      |                                                |                     |
| 08/02/2009    | 19  | ASS        | Dom. | 4 - 0    | Najdi 30e Nejjary 38e Moutouali 65eArmoumen 83e           | Nejjary 30e Armoumen 38e Najdi 65e 83e         |                     |
| 21/02/2009    | 20  | KAC        | Dom. | 0 - 0    |                                                           |                                                |                     |
| 28/02/2009    | 21  | JSM        | Ext. | 1 - 1    | Mohsine Moutouali 6e (pen.)                               |                                                |                     |
| 06/03/2009    | 22  | IZK        | Dom. | 1 - 0    | Mohamed Armoumen 45e                                      |                                                |                     |
| 22/03/2009    | 23  | MCO        | Ext. | 0 - 0    |                                                           |                                                |                     |
| 29/03/2009    | 24  | DHJ        | Dom. | 1 - 0    | Abdessamad Ouhaki 59e                                     | Ciré Dia 59e                                   |                     |
| 11/04/2009    | 25  | MAS        | Ext. | 0 - 1    | Mohamed Armoumen 49e                                      | Mohsine Moutouali 49e                          |                     |
| 03/05/2009    | 26  | WAC        | Dom. | 1 - 0    |                                                           |                                                |                     |
| 16/05/2009    | 27  | OCK        | Ext. | 1 - 1    | Said Fettah 57e                                           |                                                |                     |
| 24/05/2009    | 28  | KACM       | Dom. | 4 - 1    | Ciré Dia 4e Armoumen 15e Omar Najdi 67e Djim Ngom 90e     | Ciré Dia 67e                                   |                     |
| 30/05/2009    | 29  | SCCM       | Ext. | 0 - 1    | Omar Najdi 42e                                            | Mohsine Moutouali 42e                          |                     |
| 14/06/2009    | 30  | HUSA       | Dom. | 2 - 1    | Mohsine Moutouali 1re Djim Ngom 71e                       |                                                |                     |

## Coupe du Trône 2008-2009
| Date       | J.           | Adversaire        | Lieu                        | Score | Buteurs               |
| ---------- | ------------ | ----------------- | --------------------------- | ----- | --------------------- |
| 05/04/2009 | 1/32e Finale | USMAM Aït Melloul | Stade Mohamed V, Casablanca | 1-2   | Mohsine Moutouali 45e |

## Ligue des Champions Arabes 2008-2009
| Date       | Tour          | Adversaire     | Lieu                           | Score | Buteurs                                                                |
| ---------- | ------------- | -------------- | ------------------------------ | ----- | ---------------------------------------------------------------------- |
| 29/10/2008 | 1/32 (Aller)  | Al Taliya Hama | Stade Mohamed V, Casablanca    | 4-0   | Hassan Tair 20e 63e Mohsine Moutouali 45e (pen.) Omar Najdi 68e (pen.) |
| 24/11/2008 | 1/32 (Retour) | Al Taliya Hama | Stade Al Hamadaniah, Hama      | 2-2   | Abdellah Jlaidi 3e Hassan Tair 31e                                     |
| 17/12/2008 | 1/16 (Aller)  | CS Sfax        | Stade Stade Taïeb-Mehiri, Sfax | 0-0   |                                                                        |
| 28/12/2008 | 1/16 (Retour) | CS Sfax        | Stade Mohamed V, Casablanca    | 0-1   |                                                                        |

## Statistiques

### Statistiques des buteurs
| Place   | Nom                | Botola | Coupe du Trône | Ligue des Champions Arabes 2008-2009 | TOTAL des buts |
| 1       | Mohsine Moutouali  | 8      | 1              | 1                                    | 10             |
| 1       | Hassan Tair        | 6      | -              | 3                                    | 9              |
| 3       | Omar Najdi         | 3      | -              | -                                    | 3              |
| 4       | Mohamed Armoumen   | 5      | -              | -                                    | 5              |
| 5       | Abdellah Jlaidi    | 3      | -              | 1                                    | 4              |
| 6       | Omar Nejjary       | 3      | -              | -                                    | 3              |
| 6       | Djim Ngom          | 3      | -              | -                                    | 3              |
| 8       | Said Fettah        | 2      | -              | -                                    | 2              |
| 8       | Abdellatif Jrindou | 2      | -              | -                                    | 2              |
| 10      | Ciré Dia           | 1      | -              | -                                    | 1              |
| 10      | Nabil Mesloub      | 1      | -              | -                                    | 1              |
| 10      | Zakaria Zerouali   | 1      | -              | -                                    | 1              |
| 10      | Abdessamad Ouhaki  | 1      | -              | -                                    | 1              |
| 10      | Sami Tajdine       | 1      | -              | -                                    | 1              |
| Détails | 14 buteurs Raja    | 43     | -              | 6                                    | 49             |

### Statistiques des passeurs
| Place   | Nom               | Botola | Coupe du Trône | Ligue des Champions Arabes 2008-2009 | TOTAL des buts |
| 1       | Ciré Dia          | 5      | -              | -                                    | 5              |
| 2       | Mohsine Moutouali | 5      | -              | -                                    | 4              |
| 3       | Omar Nejjary      | 3      | -              | -                                    | 3              |
| 3       | Omar Najdi        | 3      | -              | -                                    | 3              |
| 5       | Abdellah Jlaidi   | 2      | -              | -                                    | 2              |
| 6       | Hassan Tair       | 1      | -              | -                                    | 1              |
| 6       | Mohamed Armoumen  | 1      | -              | -                                    | 1              |
| 6       | Ibrahima Ndione   | 1      | -              | -                                    | 1              |
| 6       | Hassan Daoudi     | 1      | -              | -                                    | 1              |
| Détails | 9 passeurs Raja   | 21     | -              | -                                    | 21             |